# Bärtiges Hornkraut
Das Bärtige Hornkraut (Cerastium brachypetalum), auch Kleinblütiges Hornkraut genannt, ist eine Pflanzenart aus der Gattung der Hornkräuter (Cerastium) innerhalb der Familie der Nelkengewächse (Caryophyllaceae).

## Beschreibung

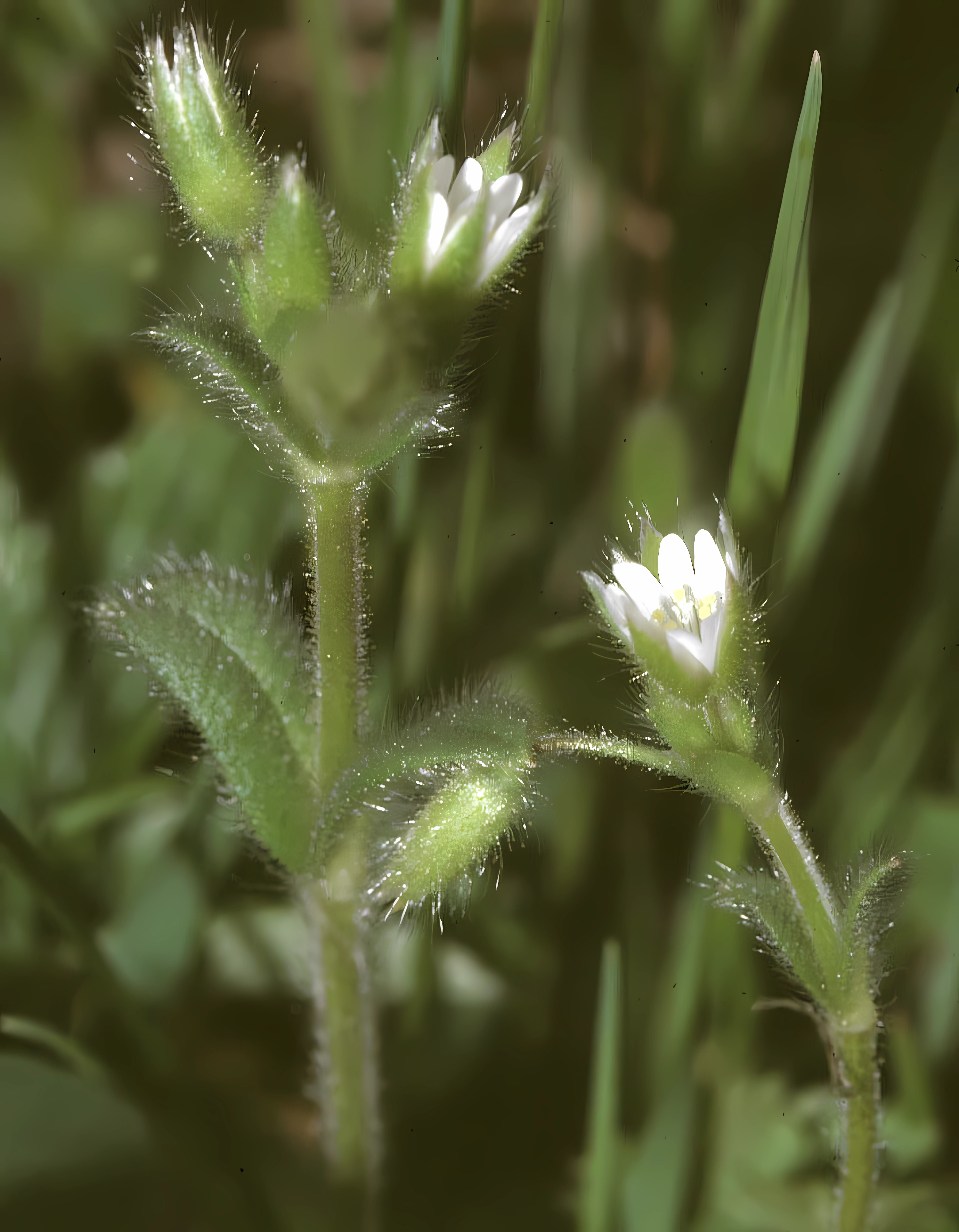
Gut zu erkennen ist das Indument

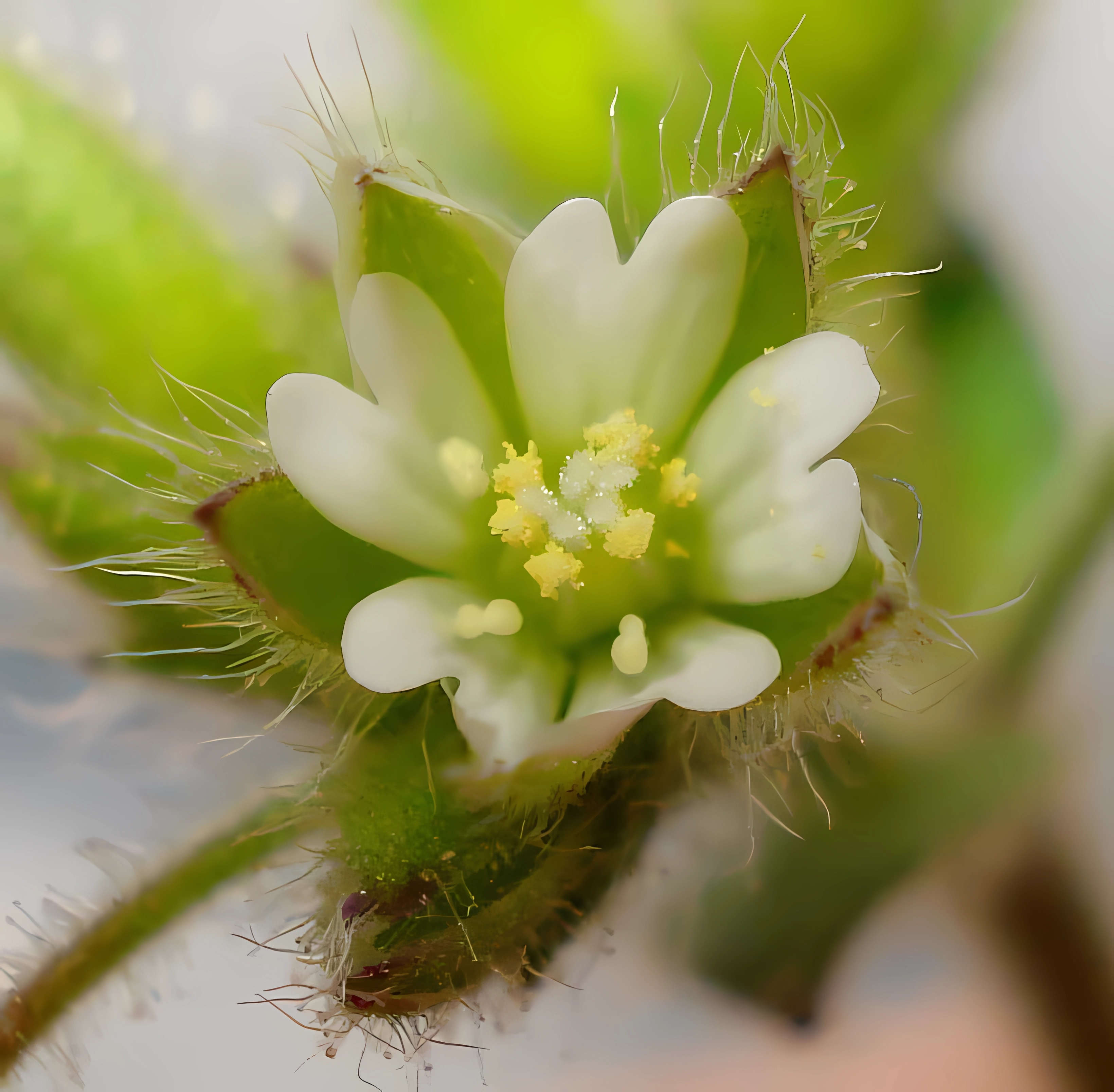
Blüte

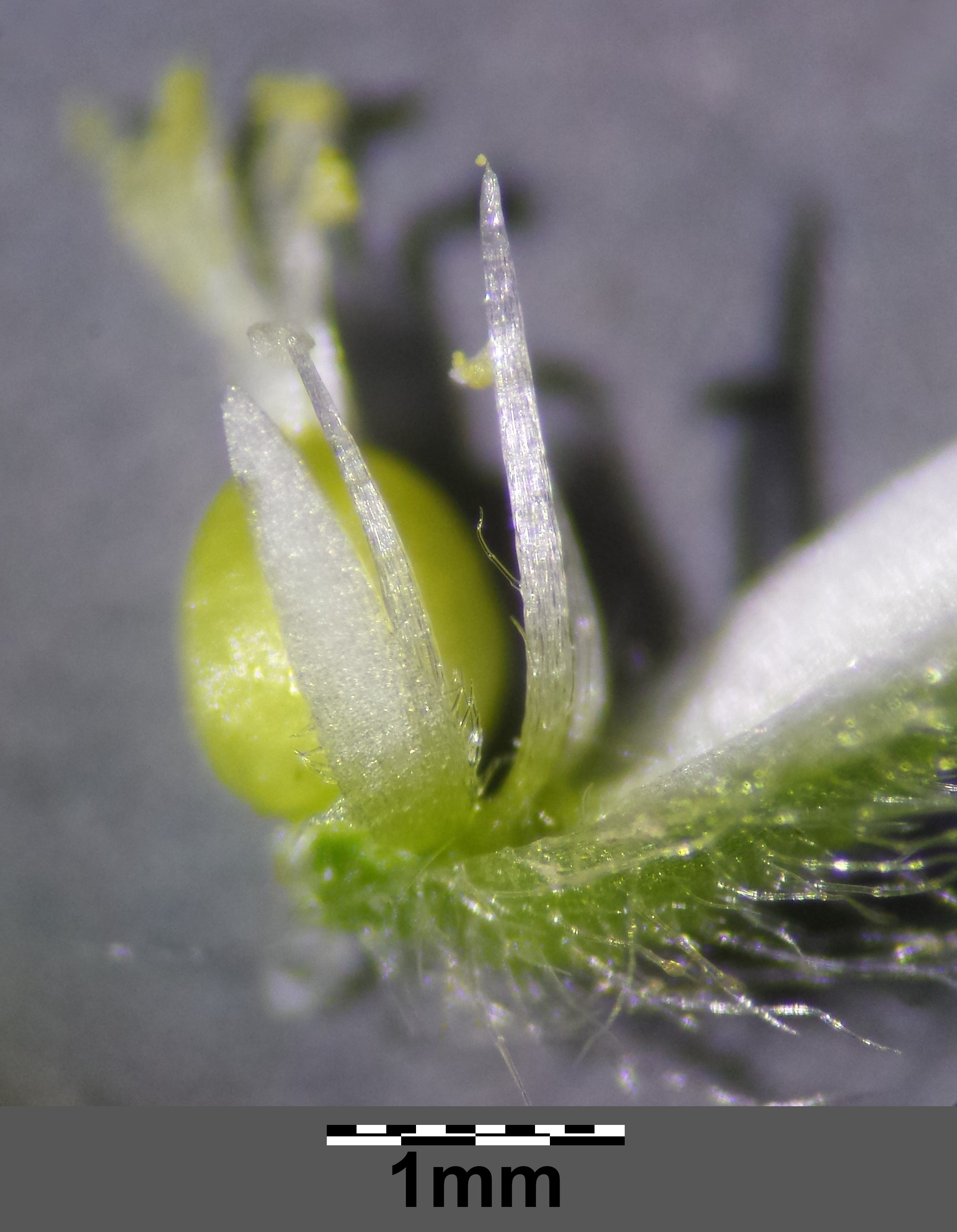
Geöffnete Blüte: die Kronblätter sind am Grund bewimpert, die Staubfäden behaart

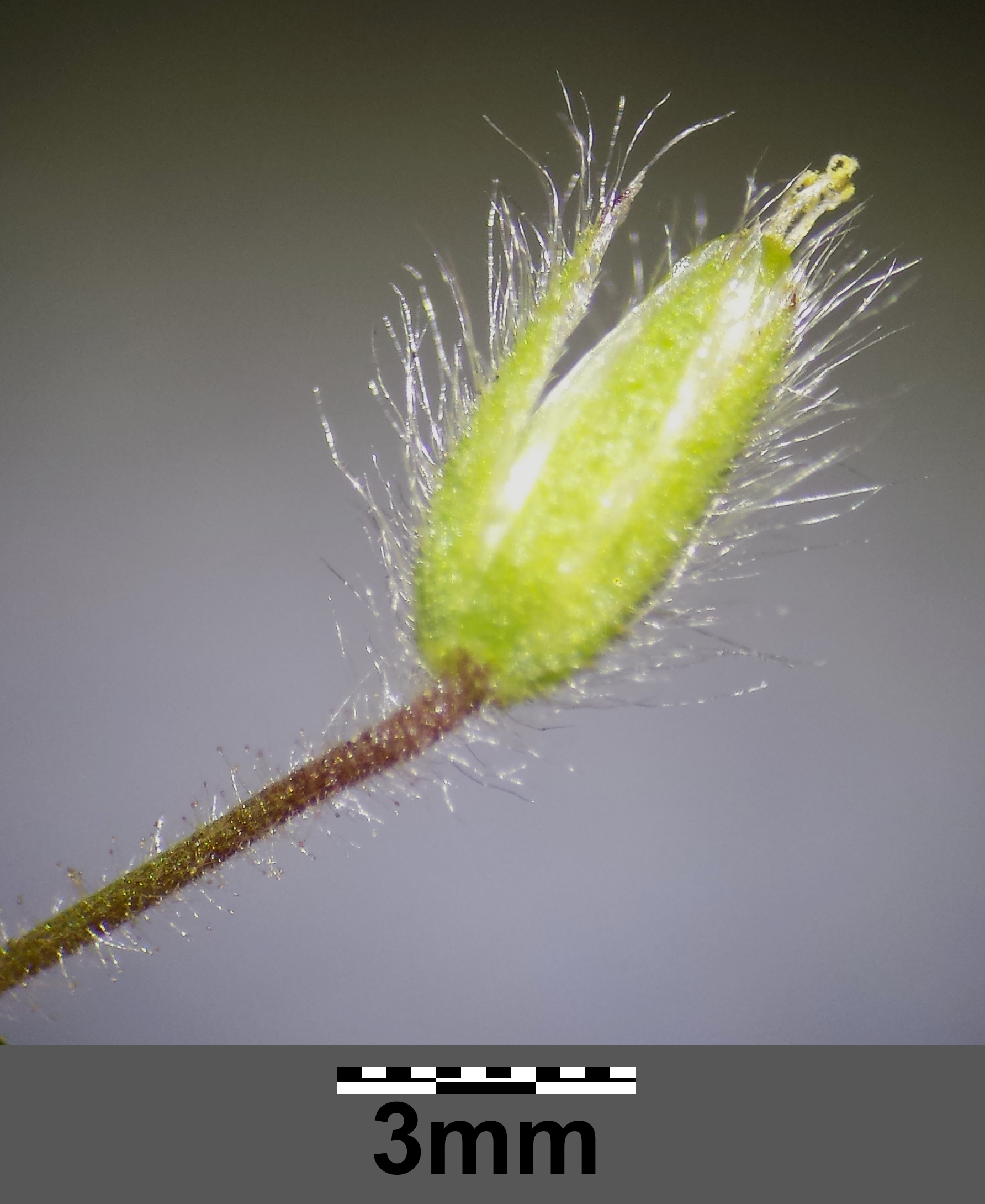
Frucht: die Kelchblätter werden von drüsenlosen Haaren deutlich überragt

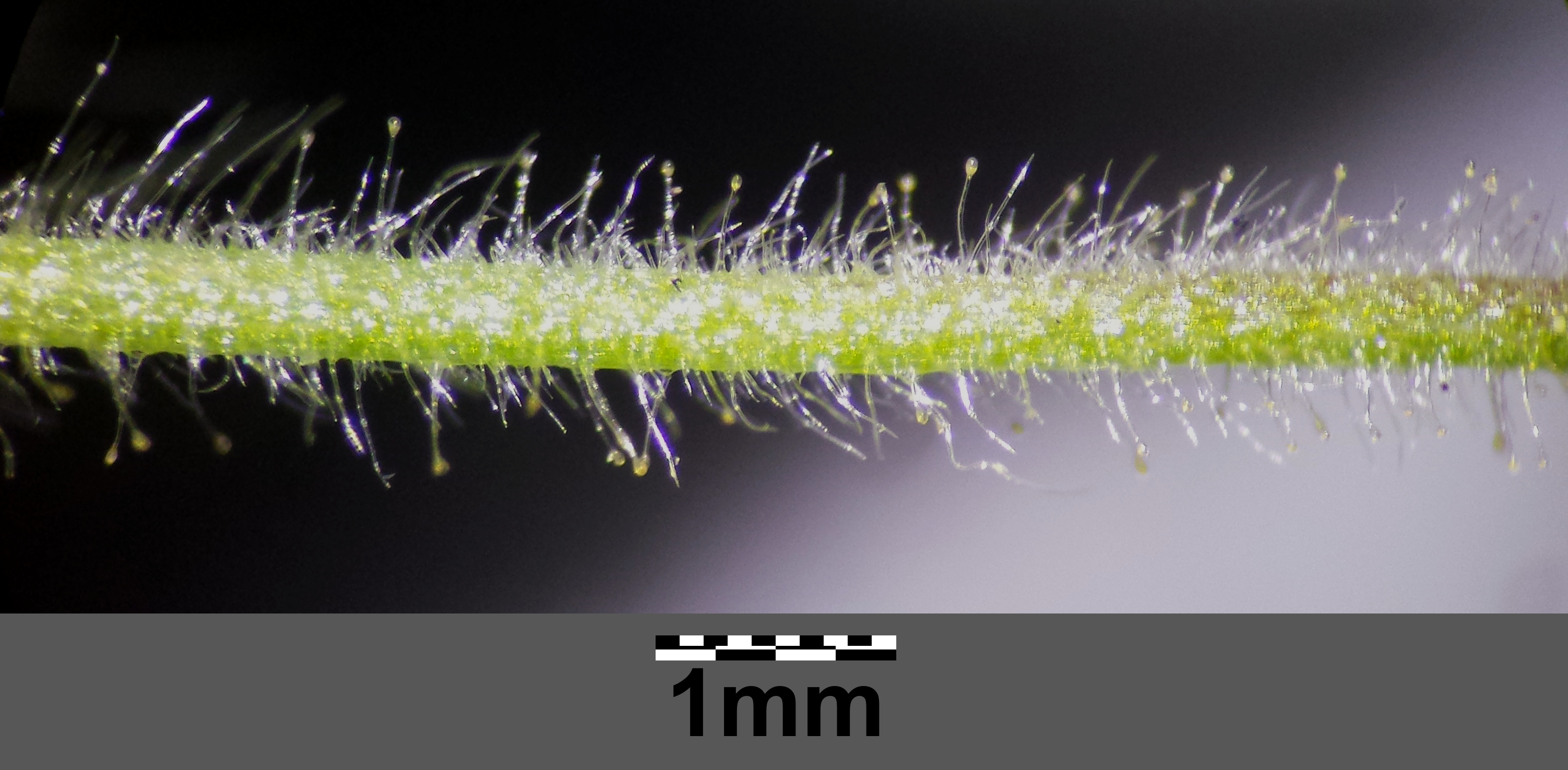
Die Blütenstiele sind mit abstehenden oder leicht aufwärts gerichteten, oft drüsigen Haaren besetzt

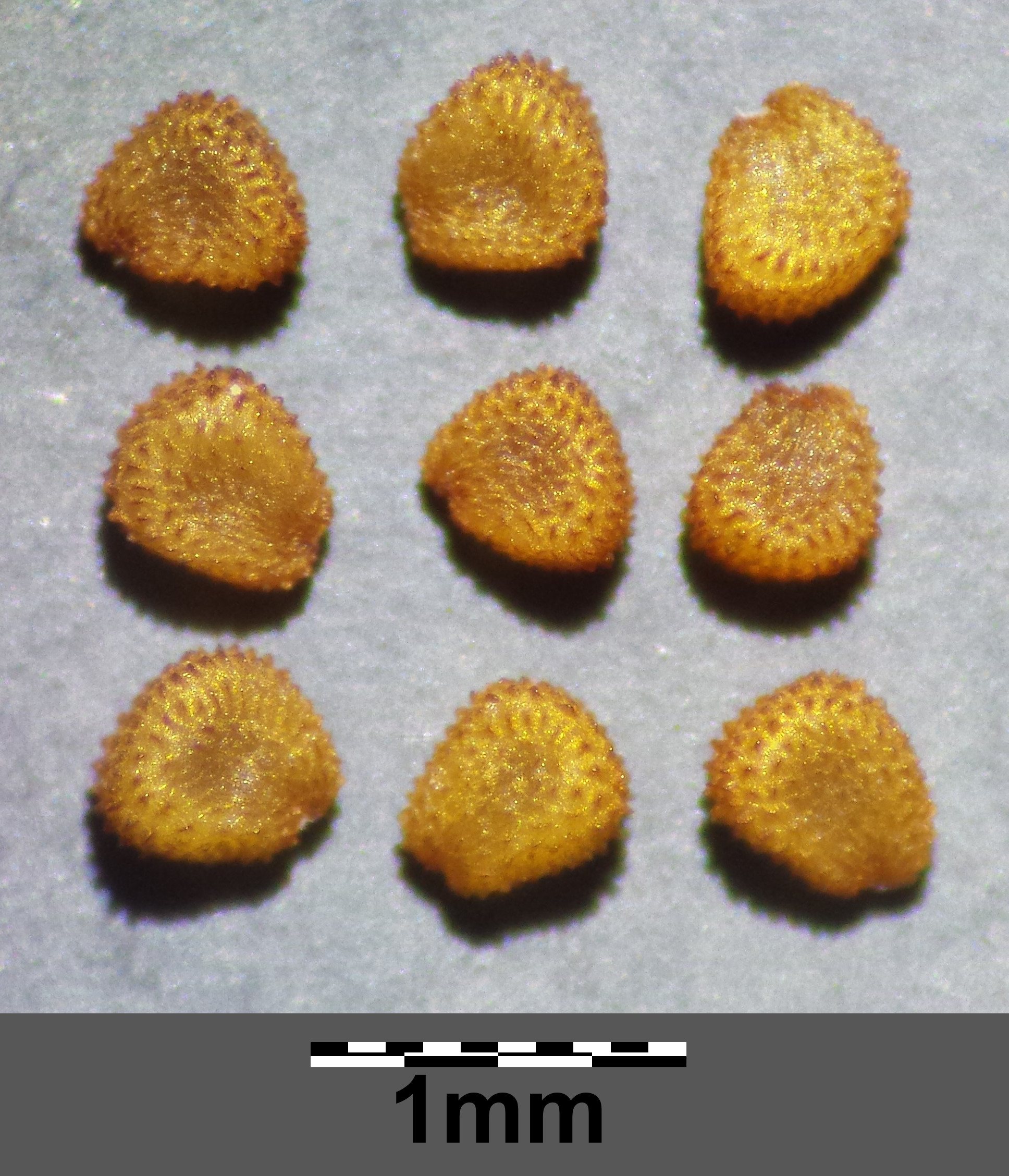
Samen

### Vegetative Merkmale
Das Bärtige Hornkraut wächst als ein- bis zweijährige krautige Pflanze und erreicht Wuchshöhen von 5 bis 30 Zentimetern. Die oberirdischen Pflanzenteile sind von grau-grüner Farbe. Die Trichome sind grau und ziemlich lang. Alle Pflanzenteile können auch drüsig behaart sein. Die Stängel sind aufrecht oder aufsteigend, einfach oder schon von Grund an ästig und sehr entfernt beblättert. Die gegenständigen Laubblätter sind länglich-eiförmig und bis 20 Millimeter lang. Die unteren Blätter sind spatelförmig oder verkehrt eiförmig und in den Blattstiel verschmälert.

### Generative Merkmale
Die Blütezeit reicht vorwiegend von April bis Juni. Der Blütenstand ist locker, nur die obersten Ästchen sind einander genähert. Alle Deckblätter sind krautig und ohne Hautrand imd besonders am oberen Ende abstehend behaart. Die Blütenstiele sind dicht abstehend oder anliegend behaart und 3 bis 27 Millimeter lang. Die zwittrige Blüte ist radiärsymmetrisch und fünfzählig mit doppelter Blütenhülle. Die Kelchblätter sind lanzettlich bis länglich-lanzettlich, hautrandig, 3 bis 6,5 Millimeter lang auf dem Rücken einfach oder drüsig behaart und an der Spitze mit langen drüsenlosen Haaren. Die Krone ist weiß und kürzer bis höchstens so lang wie der Kelch. Die Kronblätter sind bis auf ein Drittel gespalten.
Die bis zu 10 Staubblätter haben gewimperte Staubfäden.
Die länglich-walzenförmige Kapselfrucht springt mit zehn Zähnen auf. Sie ist 6 bis 9 Millimeter lang.
Der Fruchtstiel ist etwa zwei- bis dreimal so lang wie der Kelch. Die Samen sind kastanienbraun, 0,4 bis 1 Millimeter im Durchmesser und fein warzig.
Die Chromosomenzahl beträgt 2n = 52, 72 oder 90, auch 76.

## Vorkommen
Das Bärtige Hornkraut kommt von Europa bis zum Iran und in Marokko und Algerien vor. In Europa kommt es von Südeuropa bis ins südliche Skandinavien vor. Es fehlt aber in Irland, Island, Finnland und großenteils in Russland. In Großbritannien und Nordamerika ist es ein Neophyt, in den Niederlanden ist es eingebürgert.
In Österreich kommt das Bärtige Hornkraut zerstreut bis selten und in der Schweiz zerstreut vor. In Deutschland findet man das Bärtige Hornkraut zerstreut bis selten vor allem im südlichen Teil Deutschlands; im Norden ist es selten.
Das Bärtige Hornkraut wächst gesellig in lückigen Trockenrasen, an Wegen, Böschungen und Erdanrissen. Es gedeiht meist auf trocken-warmen, mäßig nährstoffreichen, kalkhaltigen Lehm- oder Lößböden. Cerastium brachypetalum ist in Mitteleuropa eine Charakterart des Cerastietum pumili aus dem Verband Alysso-Sedion, kommt aber auch in Pflanzengesellschaften des Verbands Thero-Airion vor.

## Systematik
Die Erstbeschreibung von Cerastium brachypetalum erfolgte 1805 durch Christian Hendrik Persoon in Synopsis Plantarum: seu Enchiridium botanicum, complectens enumerationem systematicam specierum hucusque cognitarum. Pars prima. XII, Apud Carol. Frid. Cramerum, Parisiis Lutetiorum - Apud J.G. Cottam, Tubingae, Band 1, Seite 520.
Je nach Autor gibt es mehrere Unterarten:
- Cerastium brachypetalum Pers. subsp. brachypetalum: Sie kommt in Europa von den Azoren, von Süd-, Mittel-, Südost- und Osteuropa bis ins südliche Nordeuropa vor.[4] Die ökologischen Zeigerwerte nach Landolt et al. 2010 sind in der Schweiz für diese Unterart: Feuchtezahl F = 1 (sehr trocken), Lichtzahl L = 4 (hell), Reaktionszahl R = 4 (neutral bis basisch), Temperaturzahl T = 4+ (warm-kollin), Nährstoffzahl N = 3 (mäßig nährstoffarm bis mäßig nährstoffreich), Kontinentalitätszahl K = 2 (subozeanisch).[5]
- Cerastium brachypetalum subsp. atheniense (Lonsing) P.D.Sell & Whitehead: Sie kommt nur in Griechenland vor.[4]
- Cerastium brachypetalum subsp. corcyrense (Möschl) P.D.Sell & Whitehead: Sie kommt nur in Griechenland vor.[4]
- Cerastium brachypetalum subsp. doerfleri (Hayek) P.D.Sell & Whitehead: Dieser Endemit kommt nur auf Kreta vor.[4]
- Cerastium brachypetalum subsp. pindigenum (Lonsing) P.D.Sell & Whitehead: Sie kommt nur in Griechenland vor.[4]
- Cerastium brachypetalum subsp. roeseri (Boiss. & Heldr.) Nyman: Sie kommt in Südeuropa, in Nordafrika und in Vorderasien vor.[4] Die Chromosomenzahl beträgt 2n = 76 oder 72.[3]
- Cerastium brachypetalum subsp. tauricum (Spreng.) Murb. (Syn.: Cerastium tauricum Sprengel): Sie kommt in Nordafrika, in Südeuropa, in Mittel- und in Südosteuropa, im südlichen Nordeuropa und in Westasien vor.[4]
- Tenores Hornkraut (Cerastium brachypetalum subsp. tenoreanum (Ser.) Soó, Syn.: Cerastium tenoreanum Ser.): Es kommt in Mitteleuropa, im südlichen Nordeuropa, in Südosteuropa, in Nordafrika und in Westasien vor.[4] Bei ihm sind die Haare der Kelchblätter und die am Blütenstiel aufwärts anliegend und nicht abstehend.[6] Es ist benannt nach dem italienischen Botaniker Michele Tenore.[1] Die ökologischen Zeigerwerte nach Landolt et al. 2010 sind in der Schweiz für diese Unterart: Feuchtezahl F = 1 (sehr trocken), Lichtzahl L = 4 (hell), Reaktionszahl R = 4 (neutral bis basisch), Temperaturzahl T = 5 (sehr warm-kollin), Nährstoffzahl N = 3 (mäßig nährstoffarm bis mäßig nährstoffreich), Kontinentalitätszahl K = 2 (subozeanisch).[5]